# Mercedes McNab
Pour les articles homonymes, voir McNab.
Mercedes McNab, née le 14 mars 1980 à Vancouver, Colombie-Britannique, est une actrice canadienne. 

## Biographie
Fille du footballeur anglais Bob McNab, elle commence très jeune à tourner dans des films et des séries télévisées, apparaissant notamment dans La Famille Addams (1991) et Les Valeurs de la famille Addams (1993). En 1997, elle obtient le rôle de Harmony Kendall, personnage récurrent des séries Buffy contre les vampires et Angel, qui lui apporte la notoriété. Elle tient ce rôle jusqu'au dernier épisode d'Angel en 2004 et intègre le générique de cette série lors de ses six derniers épisodes. 
Elle apparaît ensuite dans plusieurs films d'horreur, dont Butcher : La Légende de Victor Crowley (2006) et Dark Reel (2008), gagnant ainsi une réputation de Scream Queen. Elle a posé entièrement nue dans le numéro de novembre 2006 de Playboy.
Le 12 mai 2012, elle épouse au Mexique Mark Henderson, un agent immobilier qu'elle connaît depuis des années. Le 25 février 2013, elle donne naissance à son premier enfant, une fille qui se nomme Vaunne Sydney.

## Filmographie

### Cinéma

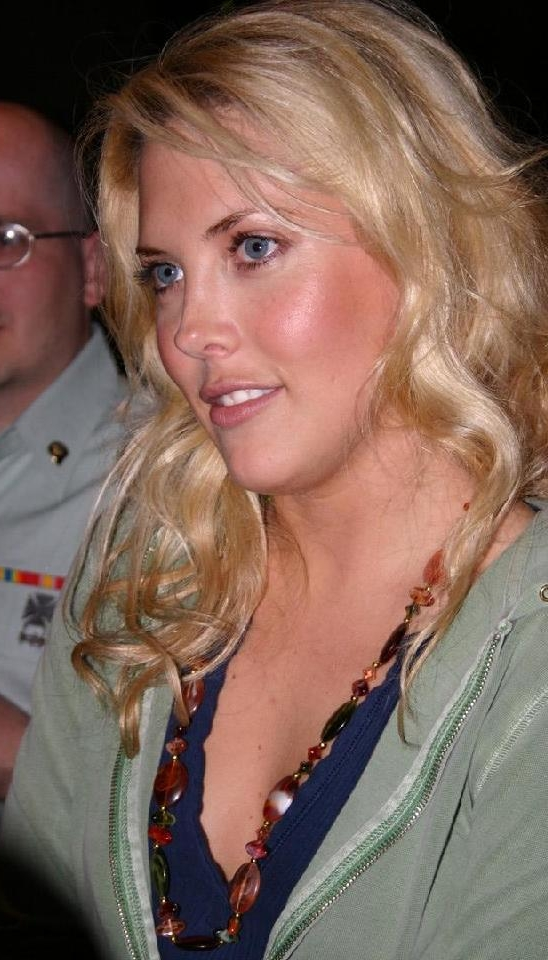
Mercedes McNab en 2004.

- 1991 : La Famille Addams : la scout vendeuse de cookies
- 1993 : Les Valeurs de la famille Addams : Amanda Buckman
- 1994 : Savage Land : Hanna Morgan
- 1994 : Les Quatre Fantastiques : Susan Storm (enfant)
- 2000 : White Wolves III: Cry of the White Wolf : Pamela
- 2006 : Butcher : La Légende de Victor Crowley (Hatchet) : Misty
- 2007 : The Pink Conspiracy : Jamie
- 2008 : XII : Vicki
- 2008 : Dark Reel : Tara Leslie
- 2010 : Thirst : Atheria
- 2010 : Butcher 2 (Hatchet 2) : Misty (caméo)

### Télévision
- 1992 : Harry et les Henderson (saison 2, épisode 14) : Lisa
- 1994 : Brisco County  (saison 1, épisode 19) : Shannon Trahern
- 1994 : Angela, 15 ans (saison 1 épisode 9) : Connie
- 1995 : Diagnostic : Meurtre (saison 2, épisode 22) : Christy
- 1997 : Les Aventuriers de l'Atlantis : Claudia Spencer
- 1997 : Le Petit Malin (saison 2, épisode 7) : Toukie
- 1997-2001 : Buffy contre les vampires (15 épisodes) : Harmony Kendall
- 1998 : Les Anges du bonheur (saison 4, épisode 25) : Jill
- 2001 : Walker, Texas Ranger (saison 9, épisode 16) : Heather Preston
- 2001 : Beer Money (téléfilm) : Echo Olvera
- 2001-2004 : Angel (17 épisodes) : Harmony Kendall
- 2002 : Boston Public (saison 2, épisode 16) : Mickey Tanner
- 2002 : Dawson (saison 5, épisode 15) : Grace
- 2007 : Preuve à l'appui (saison 6, épisode 14): Natalie Carson
- 2007 : Le Diable et moi (saison 1, épisode 7) : Holly
- 2007 : Supernatural (saison 3, épisode 7) : Lucy
- 2008 : Psych : Enquêteur malgré lui (saison 3, épisode 3) : Viki Jenkins
- 2008 : Vipers (téléfilm) : Georgie
- 2009 : Esprits criminels (saison 4, épisode 14) : Brooke Lombardini
- 2010 : Medium Raw : Gillian Garvey
- 2011 : Glass Heels : Carla